# Daniel Rey
Daniel Rey (nacido como Daniel Rabinowitz) es un músico estadounidense, productor de música y compositor de la ciudad de Nueva York, conocido por su trabajo con la banda Ramones.

## Biografía
Cuando era adolescente, Rey tocó en la banda de punk  Shrapnel, que también contó con Dave Wyndorf, más tarde de Monster Magnet. Shrapnel sacó dos  45 singles (Combat Love and Go Cruisin ') y un ep homónimo de cinco canciones, y tocó CBGB regularmente en su breve carrera.
La banda Ramones conoció a Daniel Rey en un concierto que estos dieron en un pequeño club de Nueva York. A partir de allí, se hicieron amigos y Daniel comenzó a componer letras de canciones junto con ellos. Al mismo tiempo, ejercía como guitarrista del grupo Wild Kingdom, liderado por Dick Manitoba, un exintegrante del grupo punk The Dictators.
Ramones grabo en 1984 el tema Daytime Dilemma (Dangers Of Love) escrito por Joey Ramone junto con Daniel Rey, para el disco Too Tough to Die. Tres años después, Rey produjo un disco de los Ramones con ayuda de la banda Halfway to Sanity, escribiendo, además de produciendo el disco, los temas I Wanna Live y Garden of Serenity.
En 1988,Ramones lanzaron al mercado un disco de grandes éxitos, Ramones Mania, pero al año siguiente volvieron a llamar a Rey para que los ayudara a componer la letra de nuevos temas musicales, aportando éste al disco Brain Drain la letra de I Believe In Miracles , escrito junto con Dee Dee Ramone, Zero Zero UFO, escrito junto con Dee Dee Ramone, Don´t Bust My Chops, escrito junto con Dee Dee y Joey Ramone, Pet Sematary.
Más tarde, en 1992, Rey, quien continuaba ligado a Ramones, continuó escribiendo canciones junto con ellos, como Poison Heart y Strength to Endure (cantada por el bajista CJ Ramone). Después de esto, Daniel Rey, se va a vivir a Argentina, más precisamente a Longchamps, zona sur del GBA, donde se casa y forma una familia, pero sigue ligado a la música, siendo asiduo concurrente de los recitales de KAPANGA Y GATILLAZO. En 2011 produjo un EP para la banda argentina Bôas Teitas con una versión con un sonido muy Ramones de She loves you de The Beatles y otra canción propia de la menciona banda sudamericana, la cual escogió el propio Rey y los integrantes tradujeron al inglés.
Rey también coescribió la canción ' Everglade' con Jennifer Finch de  L7, que se convirtió en el segundo sencillo más vendido en la historia de la banda .
Rey también fue el guitarrista de la banda Manitoba's Wild Kingdom, que formó en 1986 con Handsome Dick Manitoba y Andy Shernoff de The Dictators. Wild Kingdom lanzó una versión de "New York New York" en la banda sonora de 1988 a  Mondo New York , antes de que Rey dejara la banda y fuera reemplazado por  Ross "The Boss" Friedman.
Rey también ha sido el guitarrista / productor de Ronnie Spector desde mediados de la década de 1990.
Entre docenas de otros créditos de producción, Rey produjo ambos álbumes que el  Misfits reunido hizo con el vocalista de reemplazo Michale Graves.
Daniel grabó el tema musical de la comedia de culto de Todd Solondz Welcome to the Dollhouse (1995), así como varias otras pistas de la banda sonora. En la película, la grabación de Daniel de la canción principal es la que se escucha mientras el personaje de un joven actor toca la canción con su banda de garaje.
Actualmente toca con The Martinets.

## Producción discográfica
- Ramones - Halfway to Sanity (1987)
- The Skulls - Blacklight 13 (1987)
- Gang Green - I81B4U EP (1988)
- Circus of Power - Circus of Power (1988)
- Adrenalin O.D. - Cruising with Elvis in Bigfoot's UFO (1988)
- Ramones - Brain Drain (1989)
- White Zombie - God of Thunder EP (1989)
- Dee Dee King (Dee Dee Ramone) - Standing in the Spotlight (1989)
- Circus of Power - Vices (1990)
- Raging Slab - Raging Slab (1989)
- Rhino Bucket - Rhino Bucket (1991)
- Wax - What Else Can We Do (1992)
- Doughboys - Crush (1993)
- D Generation - No Way Out EP (1993)
- Green Apple Quick Step - Wonderful Virus (1993)
- White Trash - Si O Si Que? (1993)
- King Missile - King Missile (1994)
- Ramones - ¡Adios Amigos! (1995)
- Richard Hell - Go Now (1995)
- Banlieue Rouge - Sous un ciel écarlate (1996)
- Murphy's Law - Dedicated (1996)
- Doughboys - Turn Me On (1996)
- The Independents - Stalker EP (1997)
- The Misfits - American Psycho (1997)
- Dee Dee Ramone - Zonked (1997)
- Blanks 77 - C.B.H. (1998)
- Entombed - Same Difference (1999)
- Pure Rubbish - Tejas Waste EP (1999)
- Pist.On - $ell.Out (1999)
- The Misfits - Famous Monsters (1999)
- (REO) Speedealer - Here Comes Death (1999)
- Ronnie Spector - She Talks to Rainbows (1999)
- Gluecifer - Tender Is the Savage (2000)
- The Exit - New Beat (2002)
- Joey Ramone - Don't Worry About Me (2002)
- Joey Ramone - Christmas Spirit... In My House EP (2002)
- The Independents - Back from the Grave (2002)
- Tequila Baby - Punk Rock até os Ossos (2002)
- The Valentines - Life Stinks (2005)
- Nashville Pussy - Get Some (2005)
- Sour Jazz - Rock & Roll Ligger (2005, Acetate Records)
- Nebula - Apollo (2006)
- Teenage Head with Marky Ramone - Teenage Head with Marky Ramone (2008)
- Sour Jazz - American Seizure (2009, Acetate Records)
- Joey Ramone - "Ya Know?" (2012)